# Histoire de Saint-Martin (Antilles françaises)
L'Histoire de Saint-Martin a vu cette île des Antilles passer successivement du statut de colonie hollandaise à celui de possession espagnole, anglaise puis française.

## Période précolombienne
Les recherches archéologiques ont montré que l'île fut visitée ou habitée au cours de la période précolombienne par des peuples Ciboneys, Arawaks et Taïnos.

## XVIIesiècle
À partir de 1624, depuis l'île proche de Saint-Christophe des Français s'installent sur la côte Est de Saint-Martin, au lieu-dit "Orléans", pour cultiver du tabac. Puis en septembre 1629, à la suite de l'attaque de l'île Saint-Christophe par les Espagnols, trois semaines après leur fuite, les Français atteignent Saint-Martin.
La présence d'une vaste étendue de marais salants, appelés "étang de Groote zoutpan", motive l'occupation de l'île de Saint-Martin en juillet 1631, quand avec une trentaine d'hommes et quatre pièces d'artillerie, les hollandais bâtissent un fort à l'actuel emplacement du Fort Amsterdam sur la presqu'île de Grande-Baie au sud de l'île, afin de pouvoir aménager la "grande saline hollandaise".
Sept ans après, une armada espagnole s'empare en 1638 de l'île, après un siège assez long du fort hollandais, mais la malnutrition amène dix ans après la garnison espagnole de 250 soldats et une cinquantaine d'auxiliaires à évacuer l'île après avoir détruit et brûlé tous les bâtiments. Entre-temps, le 12 février 1635 est fondée la compagnie des îles d'Amérique, qui remplace la compagnie de Saint-Christophe créée neuf ans plus tôt par le Cardinal Richelieu. 
Des Français à son service cultivent alors du tabac sur la partie orientale de l'île, malgré la présence de cette garnison espagnole au sud-est.
À la fin de l'hiver 1644, Pieter Stuyvesant, gouverneur hollandais de Curaçao, est envoyé attaquer le fort espagnol de Saint-Martin. 
Au cours du siège, il est amputé de la jambe droite par un coup de feu.
Ensuite, il doit lever le siège, après quatre semaines, et retourner à Curaçao en avril 1644.
À son retour, il découvre environ 450 employés de la Compagnie des Indes occidentales, réfugiés à Curaçao, après l'offensive des Portugais du Maranhão, où ils se sont emparés de São Luis, la principale ville, le 28 février 1644. 
La plupart de ces 450 réfugiés sont alors dirigés par David Adam Wiltschut, l’ancien commandant militaire de Curaçao.
L'année 1648 voit le départ des Espagnols, notamment après le 23 mars, quand est signé le traité de Concordia entre les Français et les Néerlandais. 
Une partie de l'île Saint-Martin est alors placée sous le contrôle de la colonie française de Saint-Christophe, qui y a envoyé 300 hommes. 
Selon l'article 5 de l'Accord de 1648, les habitants de cette partie française ont le droit au sel uniquement "pour subvenir à la nécessité", l'exploitation commerciale étant réservée à la partie hollandaise de l'île, plus apte à en tirer une grande richesse.
En 1651-1665, la partie française de l'île Saint-Martin est sous le contrôle des Hospitaliers de l'ordre de Saint-Jean de Jérusalem. Un quart de siècle plus tard, de 1672 à 1679, c'est le tour d'une occupation temporaire anglaise, pendant la guerre de Hollande et le 22 juin 1676 d'une attaque d'une escadre néerlandaise par la plage de la Baie-Orientale, avec 1 200 soldats, qui ravagent la partie française, comme ils l'ont déjà fait à Cayenne et Marie-Galante.
Puis à partir de 1689 les Anglais évacuent les habitants français vers Saint-Christophe, aux débuts de la guerre de la Ligue d'Augsbourg, qui s'achève en 1697 par la Paix de Ryswick, traité dans le cadre duquel  les habitants français sont autorisés à retourner sur Saint-Martin.

## XVIIIesiècle
En 1703, pendant la  guerre de Succession d'Espagne, le gouverneur de l'île néerlandaise de Saint-Eustache, située à seulement trois lieues de Saint-Christophe, chasse les Français.
En 1717, c'est la reconquête de l'île par un corps expéditionnaire français, mais le traité franco-hollandais de neutralité de 1734 mécontente les Anglais : l'île, dès la période de 1740 à 1748, subit des pillages et spoliations par les troupes britanniques d'Anguilla, qui prennent prétexte de la guerre de Succession d'Autriche. 
John Philips, gouverneur de la partie hollandaise, trahit le traité de 1734 en laissant les troupes britanniques débarquer pour attaquer les Français à revers.
Toute la population française est expulsée hors de l'île, elle revient seulement après la paix à la suite du traité d'Aix-la-Chapelle (1748).
Deux ans après, l'année 1750 voit la construction du fort Louis dominant le village de Marigot et sa baie.
La guerre de Sept Ans (1756-1763) est l'occasion de raids des Britanniques d'Anguilla, et le grand conflit militaire suivant, la guerre d'indépendance des États-Unis, de 1781 à 1783, d'une occupation britannique.
En 1794 débute une occupation néerlandaise, consécutive à la guerre de la Révolution française, mais en 1796 Victor Hugues arrive de Guadeloupe, refoule les Néerlandais et occupe la zone néerlandaise. 
Le commissaire de la République, Pierre Dormoy, séquestre les biens appartenant aux Britanniques et épouse la plus riche propriétaire.
En 1798-1800, Victor Hugues est toujours à l'œuvre, mais cette fois pour la « quasi-guerre » entre la France et les États-Unis, qui s'achève en 1800, quand les habitants se livrent aux Britanniques, au début du Consulat.

## XIXesiècle
L'île subit ensuite une occupation britannique à la fin des guerres napoléoniennes, de 1810 à 1815, qui s'achèvent par le traité de Paris, dont une clause prévoit que les Britanniques rétrocèdent la partie française de Saint-Martin à la souveraineté française. Le régime juridique existant en Guadeloupe y devient alors en théorie applicable.
La convention franco-hollandaise du 28 novembre 1839 précise deux siècles plus tard l'application du traité de Concordia du 23 mars 1648 en ce qui concerne la chasse, la pêche, l'utilisation commune des salines et l'extradition des délinquants.
En 1848, Mery d'Arcy ouvre les premières salines industrielles sur Grand-Case et l'étang Chevrise. L'année suivante, c'est Beauperthuy aux salines d'Orient et deux ans après, devant l'isolement et le manque de ressources de l'île, le Conseil privé de la Guadeloupe adopte le 11 février une délibération approuvant un arrêté qui « concède à la dépendance de Saint-Martin de nouvelles immunités commerciales, ainsi que des faveurs nouvelles pour encourager l'exploitation de ses salines ». Saint-Martin bénéficie donc, comme Saint-Barthélemy, d'un statut de port franc, où les droits de douane ne sont pas perçus.

## XXesiècle

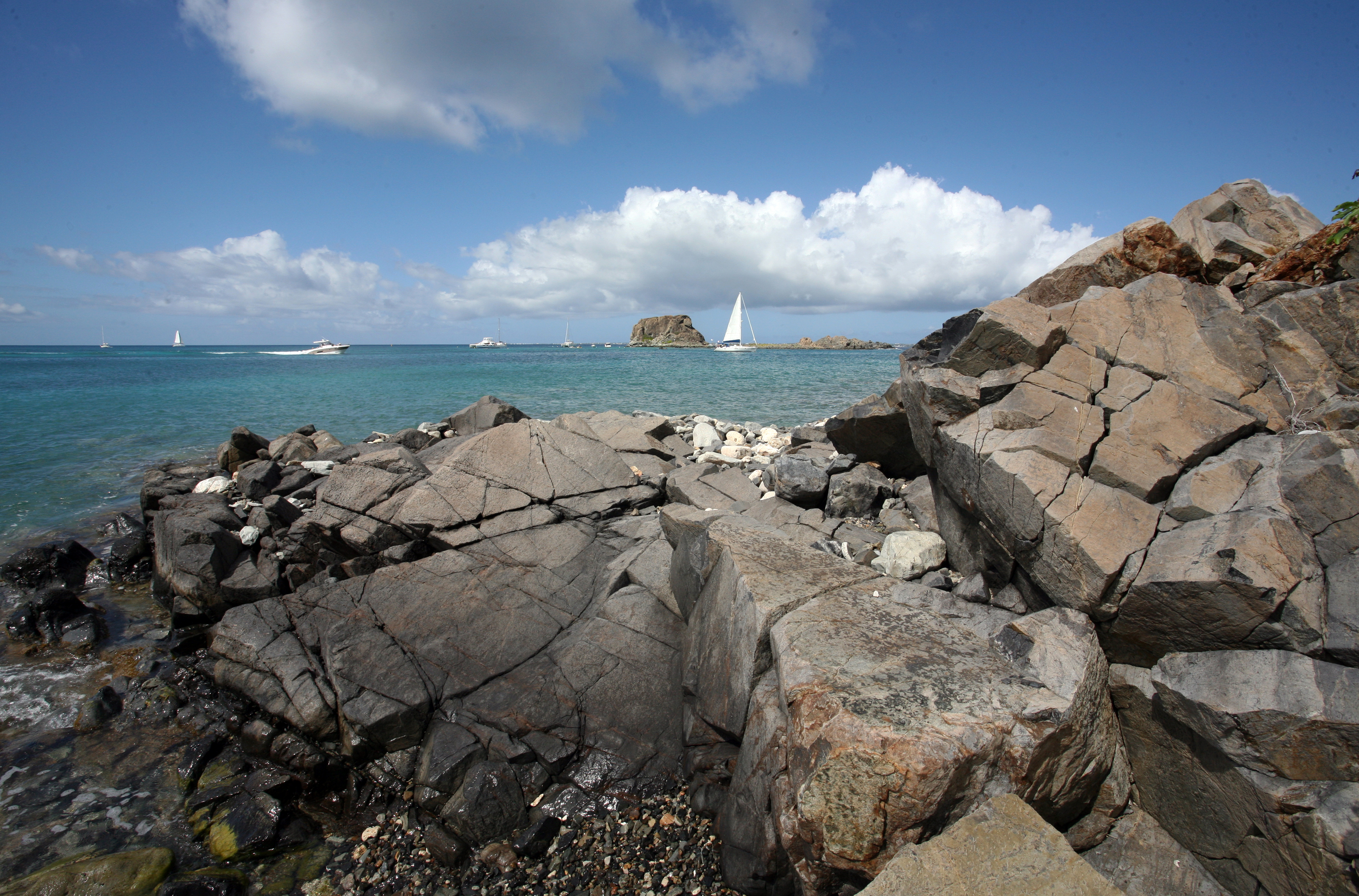
Autre vue sur le Rocher Créole

La participation de la population de l'île aux deux guerres mondiales, de 1914-1918 et 1939-1945 change sa vocation. Presque tous les jeunes hommes partent travailler à Curaçao (pétrole), en République dominicaine (canne à sucre), aux Îles Vierges des États-Unis ou aux États-Unis et l'influence nord-américaine est de plus en plus marquée.
La partie française est occupée par les Britanniques, dès juillet 1940, tout comme la partie néerlandaise, après les défaites des armées françaises et néerlandaises, entre mai et juin 1940, et l'occupation des deux pays par l'Allemagne nazie. L'anglais devient langue officielle, aux côtés du français et du néerlandais, pour faciliter les échanges avec les militaires britanniques.
À partir de 1944, les Britanniques acceptent que des administrateurs nommés par le général de Gaulle gèrent la partie française. Du coup, en juillet 1944, les soldats britanniques commencent à partir, remplacés par les forces du gouvernement provisoire de la République française et en 1945, entre juin et novembre, ce sont les départs complets des soldats Britanniques et Américains.
En 1963 : l'île devient une sous-préfecture et connait le début de l'électrification mais aussi l'arrivée du premier établissement bancaire (Crédit agricole), puis en 1965 c'est le début de l'industrie touristique, qui déclenche la fondation de la première usine de dessalement.
L'aéroport de Grand-Case ouvre en 1972 mais il faut attendre 1979 pour la première rediffusion de la télévision française et 1981 pour première venue de l’avion supersonique Concorde.
Le vote en 1985 d'une loi de défiscalisation entraîne un vif essor économique.
L'île subit dix ans après, le 5 septembre 1995 une dévastation par le ouragan Luis suivie d'une reconstruction et le 3 septembre 1998 c'est la création de la réserve naturelle marine.

Le 17 mai 1994 est signé le Traité entre le Royaume des Pays-Bas et la République française sur le contrôle des personnes entrant à Saint-Martin par les aéroports.

## XXIesiècle
L'île subit en 2003 une dépression économique causée par 2e guerre du Golfe. Dans la foulée, au référendum du 7 décembre 2003, 76,17 % des votants se prononcent en faveur de l'évolution de leur commune en collectivité d'outre-mer (au titre de l'article 74 de la constitution). La loi organique créant la collectivité d'outre-mer est promulguée le 21 février 2007. Le 1er juillet a lieu le premier tour des premières élections territoriales de l'histoire de Saint-Martin où s'affrontent cinq listes. Au second tour, le 8 juillet, la liste de Louis-Constant Fleming avec 49 % obtient 16 des 23 sièges du conseil territorial. Celui-ci est installé le 15 juillet avec L.-C. Fleming comme président. Ce premier président de la collectivité est déclaré inéligible un an plus tard par le Conseil d'État à la suite d'irrégularités de son compte de campagne et perd sa place en tant que président de la COM. Il a été remplacé par Frantz Gumbs.
Le 1er août 2007 voit l'entrée en vigueur du Traité entre le Royaume des Pays-Bas et la République française sur le contrôle des personnes entrant à Saint-Martin par les aéroports.
Le 6 septembre 2017, Saint-Martin est sur la trajectoire de l'ouragan Irma, l'un des plus puissants jamais enregistrés dans l'océan Atlantique nord, classé cinq sur l'échelle de Saffir-Simpson. Sa superficie est estimée à environ 335 000 km2, et son œil est évalué à environ 50 km2. L'île est lourdement touchée. Elle est tellement dévastée que les services publics n'existent plus. Le 9 septembre, les dégâts sont estimés à environ 1,2 milliard d'euros par la caisse centrale de réassurances[réf. nécessaire]. Selon le ministère de l'Intérieur, 95 % des habitations sont affectées et 60 % sont inhabitables. Le 8 septembre, les premiers secours arrivent de la France métropolitaine. D'importants moyens militaires sont engagés : pas moins de 1 100 spécialistes : médecins, logisticiens, électriciens, etc., dont 600 de la Sécurité civile et 400 gendarmes. Mais aussi, plus largement, l'ensemble des moyens des armées de terre, de l'air, de la marine nationale, de la gendarmerie, de la sécurité civile et de nombreuses associations. Le 14 septembre, Philippe Gustin, préfet, est nommé délégué interministériel pour la reconstruction des îles de Saint-Barthélemy et de Saint-Martin.